# Albrecht Molsberger

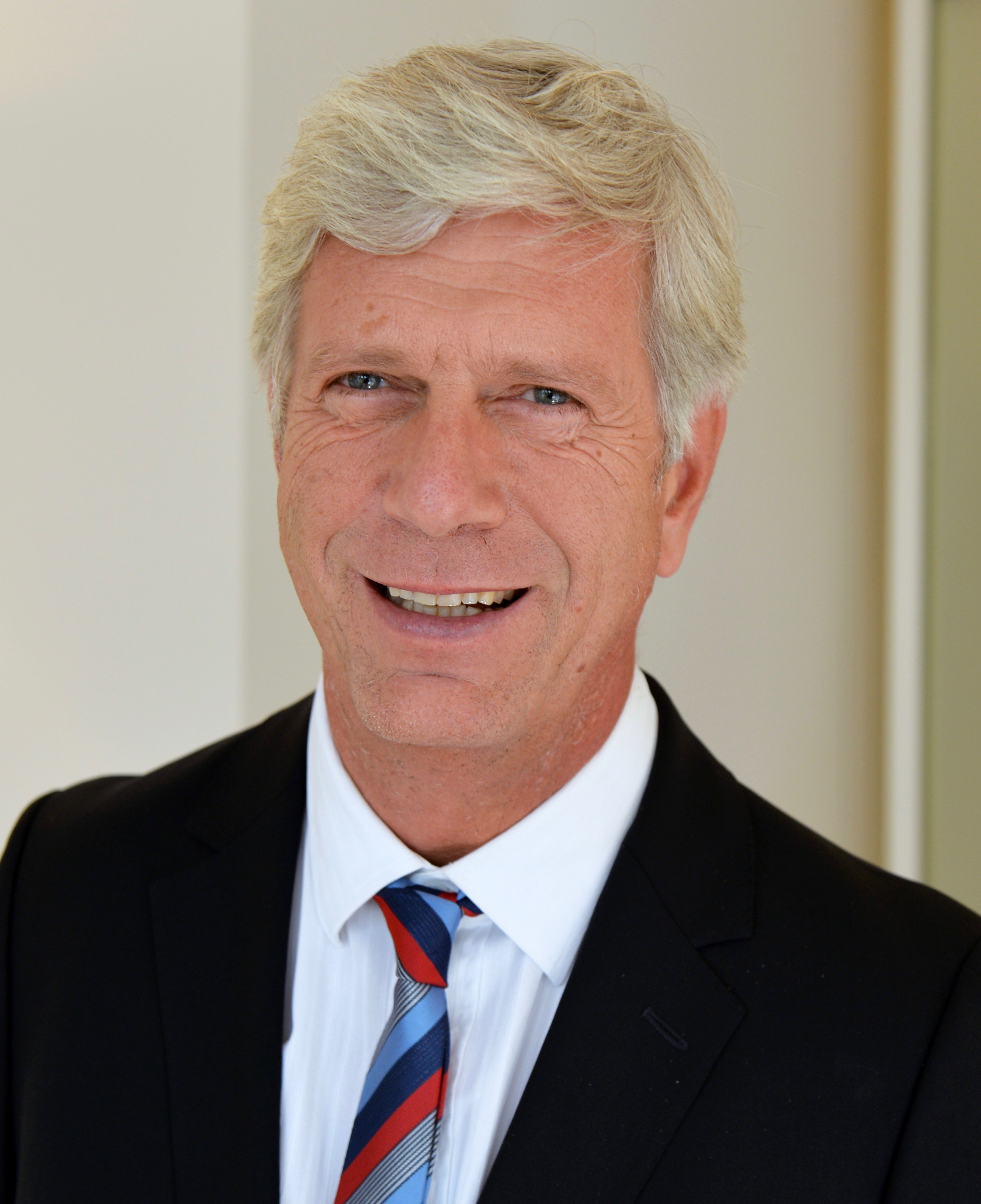
Albrecht Molsberger (2014)

Albrecht F. Molsberger (* 1956 in Düsseldorf) ist ein deutscher Orthopäde, der vor allem über Akupunktur publiziert.

## Biografie
Molsberger studierte Medizin in Marburg und Düsseldorf. Er ist Facharzt für Orthopädie und hält eine außerplanmäßige Professur an der Ruhr-Universität Bochum.
Molsberger ist Gründer und Vorsitzender der Forschungsgruppe Akupunktur und Chinesische Medizin, die seit 1994 besteht und Mitglied des Dachverbandes der deutschen Akupunkturgesellschaften ist.
Bei den German Acupuncture Trials (GERAC Trials), den zum Zeitpunkt des Entstehens weltgrößten Akupunkturstudien, war er einer von acht Mitgliedern des Koordinations-, Leitungsgremiums und Autorenteams der Hauptpublikationen. Vor allem war er an der Entwicklung der Methodik und der Schulung von 550 ambulanten Testzentren beteiligt. Diese Studien führten zur Anerkennung der Akupunktur durch den gemeinsamen Bundesausschuss G-BA der Ärzte und Krankenkassen als Kassenleistung für die Indikationen chronischer Kreuzschmerz und chronischer Gonarthrose-Schmerz. International beeinflussten die Studien die Neubewertung der Akupunktur in der Schmerztherapie.

## Publikationen
- mit Colin D. McCaig. Percutaneous Bioelectric Current Stimulation for Chronic Cluster Headache – A Possible Transformative Approach to Cluster Headache. Journal of Pain Research Volume 13 (April 2020): 817–28.
- mit Colin D. McCaig: Percutaneous direct current stimulation - a new electroceutical solution for severe neurological pain and soft tissue injuries. Med Devices (Auckl). 2018 Jun 14;11:205-214.
- mit J. Manickavasagan, H. H. Abholz, W. B. Maixner und Heinz G. Endres: Acupuncture points are large fields: The fuzziness of acupuncture point localization by doctors in practice. Eur J Pain. 10. April 2012
- mit T. Schneider, H. Gotthardt und A. Drabik: German Randomized Acupuncture Trial for Chronic Shoulder Pain (GRASP) - a pragmatic, controlled, patient blinded, multicenter trial in an outpatient care environment. Pain. 22. Juli 2010
- mit K. Streitberger, J. Kraemer und C. S. Brittinger, S. Witte, Gabriele Böwing, M. Haake: Designing an acupuncture study: II. The nationwide, randomized, controlled German acupuncture trials on low-back pain and gonarthrosis. J Altern Complement Med., Oktober 2006; 12(8):733-42.
- mit Gabriele Böwing: So hilft mir die Akupunktur: Für Sie bewertet: Wie die fernöstliche Methode bei 55 Krankheiten hilft. ISBN 978-3-8304-6370-2. Thieme, 4., überarbeitete Auflage 2006
- mit J. Mau, D. B. Pawelec und J. Winkler: Does acupuncture improve the orthopedic management of chronic low back pain--a randomized, blinded, controlled trial with 3 months follow up. Pain. Oktober 2002; 99(3):579-87.
- mit E. Hille: The analgesic effect of acupuncture in chronic tennis elbow pain. Brit J Rheumatol 33 (1995):1162.